# Manuel Wintzheimer
Manuel Wintzheimer (Arnstein, 10 de enero de 1999) es un futbolista alemán. Juega de delantero y su equipo es el 1. F. C. Schweinfurt 05 de la 3. Liga de Alemania.

## Trayectoria

### Carrera juvenil
Wintzheimer comenzó su carrera juvenil en el club de su ciudad natal 1. FC Arnstein, antes de pasar a la academia juvenil de 1. FC Schweinfurt. En 2010, se marchó al Greuther Fürth, antes de lleger en 2013 a la academia juvenil del Bayern Múnich.
Wintzheimer comenzó en el equipo sub-17 del Bayern para la temporada 2015-16, anotando 23 goles en 18 partidos, antes de pasar al equipo sub-19 para la temporada 2016-17. En 2017, Wintzheimer ganó la Bundesliga 2016-17 con el equipo sub-19, anotando 14 veces durante la temporada. El equipo pasó a avanzar a la final de la ronda de campeonato de la A-Junioren Bundesliga, antes de perder ante el Borussia Dortmund por 8-7 en penales. 

### Bayern Múnich
Wintzheimer comenzó su carrera senior con el Bayern Múnich II en la temporada 2017-18, haciendo su debut en la Regionalliga Bayern el 14 de julio de 2017, abriendo el marcador en una victoria en casa del derbi de Baviera por 5-0 contra el FC Ingolstadt II. 

### Hamburgo SV
El 1 de mayo de 2018 se confirmó que se uniría al Hamburgo SV de la Bundesliga para la temporada 2018-19. Hizo su debut profesional con Hamburgo en la 2. Bundesliga el 23 de diciembre de 2018, entrando como sustituto en el minuto 68 por Hwang Hee-chan en la derrota 1-3 como visitante contra el Holstein Kiel.
El 2 de septiembre de 2019 se fue cedido al VfL Bochum hasta final de temporada y sin opción de compra.

## Clubes
| Club                         | País     | Año       |
| ---------------------------- | -------- | --------- |
| Bayern de Múnich II          | Alemania | 2017-2018 |
| Hamburgo S. V.               | Alemania | 2018-2022 |
| VfL Bochum (cedido)          | Alemania | 2019-2020 |
| 1. F. C. Núremberg           | Alemania | 2022-2025 |
| Eintracht Brunswick (cedido) | Alemania | 2023      |
| Arminia Bielefeld (cedido)   | Alemania | 2023-2024 |
| Rot-Weiss Essen (cedido)     | Alemania | 2024-2025 |
| 1. F. C. Schweinfurt 05      | Alemania | 2025-     |